# 王志发
王志发（1953年8月—），男，汉族，黑龙江宾县人，中华人民共和国政治人物，中国人民解放军少将，曾任国家旅游局副局长，第十二届全国政协委员。